# Гужно (гміна, Бродницький повіт)
Гміна Гужно (пол. Gmina Górzno) — місько-сільська гміна у північній Польщі. Належить до Бродницького повіту Куявсько-Поморського воєводства.
Станом на 31 грудня 2011 у гміні проживало 3955 осіб.

## Площа
Згідно з даними за 2007 рік площа гміни становила 119.38 км², у тому числі:
- орні землі: 44.00%
- ліси: 49.00%

Таким чином, площа гміни становить 11.49% площі повіту.

## Населення
Станом на 31 грудня 2011:
| Опис     | Загалом | Загалом | Чоловіки | Чоловіки | Жінки | Жінки |
| -------- | ------- | ------- | -------- | -------- | ----- | ----- |
| одиниця  | осіб    | %       | осіб     | %        | осіб  | %     |
| все      | 3955    | 100     | 1971     | 49.84    | 1984  | 50.16 |
| міське   | 1398    | 100     | 677      | 48.43    | 721   | 51.57 |
| сільське | 2557    | 100     | 1294     | 50.61    | 1263  | 49.39 |

## Сусідні гміни
Гміна Гужно межує з такими гмінами: Бартнічка, Лідзбарк, Любовідз, Сведзебня.